# Euchalcia herrichi
Euchalcia herrichi är en fjärilsart som beskrevs av Otto Staudinger 1861. Euchalcia herrichi ingår i släktet Euchalcia och familjen nattflyn. Inga underarter finns listade i Catalogue of Life.